# Csengeri Aladár
Csengeri Aladár, Dsida Aladár Ottó (Budapest, 1911. július 30. – Győr, 1986. október 6.) színész. Dsida Jenő költő testvére.

## Élete
Apja Dsida Aladár postaigazgató, anyja csengeri és ujlaki Tóth Margit volt. Felsőkereskedelmi iskolát végzett Kolozsvárott, majd bankhivatalnokként dolgozott. Színészi pályáját 1933-ban a kolozsvári Magyar Színháznál kezdte. Magánúton tanult színészetet. Bukarestben tett színészeti, kabaré, illetve artistavizsgát, majd ezt követően a Kolozsvári Nemzeti Színháznál dolgozott. 1944-től Debrecenben játszott mint táncoskomikus. 1947-ben a Pécsi Nemzeti Színházhoz szerződött. Az 1948–49-es évadban szerepelt először a győri Kisfaludy Színházban. 1951-től nyugdíjba vonulásáig ismét Győrben játszott. Főként operettekben szerepelt, táncoskomikus, illetve buffószerepeket alakított.
Sírja a győri köztemető XVIII. számú parcellájában található.

## Magánélete
Második felesége Szabó Mária volt, akit 1944. október 2-án Egerben vett nőül.
Gyermekei: Erzsébet, Margit, István, Mária.

## Főszerepei
- Kálmán Imre: Csárdáskirálynő – Bóni és Miska
- Kacsóh Pongrác: János vitéz – A francia király
- Hervé: Nebáncsvirág – Loriot
- Shaffer: Játék a sötétben – Melhett ezredes
- Sarfdou: A szókimondó asszonyság – Napóleon
- Gogol: A revizor – Szvisztunov